# Erzgebirgische Küche
Die Küche des Erzgebirges war jahrhundertelang von den wechselnden wirtschaftlichen Verhältnissen in Bergbau, Handwerk, Forstwirtschaft sowie durch Heimarbeit geprägt. Dies spiegelt sich zum einen in der Einfachheit der Küchenzutaten, der Improvisationskunst und Kreativität der erzgebirgischen Hausfrau wider, zum anderen gab es in den Herrenhäusern eine sehr reichhaltige Küche. Gerade die Herren von Schönberg, die beste Beziehungen zum Hofe nach Dresden hatten, zeigten auch zu Tisch gern ihren Wohlstand. Außerdem profitierten sie durch die strategisch günstige Lage ihrer Burgen in Sayda und Purschenstein, die sich an einer sogenannten Salzstraße befanden, vom Fernhandel. Durch die Fuhrleute kamen sie in den Besitz und Genuss von fremdländischen Gewürzen und Wissen, wovon auch ihre Küchen profitierten.

## Geschichte

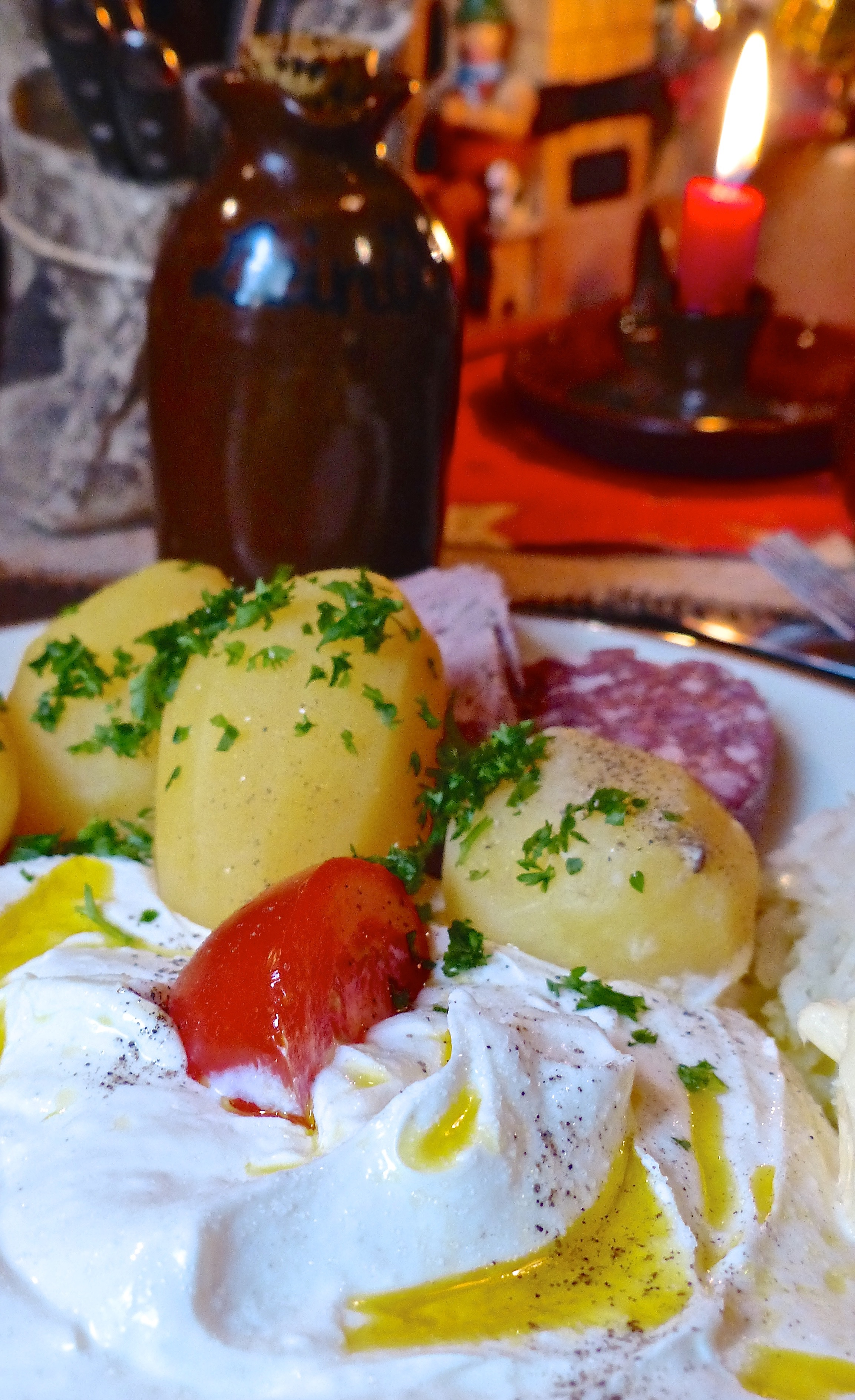
Energiereiche, einfache Küche: Kartoffeln, Quark mit Leinöl, Blut- und Leberwurst

Mit jedem Berggeschrey (das heißt mit neuen Erzfunden) erlebte das Erzgebirge seit dem 12. Jahrhundert eine neue Einwanderungswelle. Entsprechend hat auch die Küche der Region zahlreiche Einflüsse aus den Ursprungsregionen der Siedler aufgenommen. Besonders prägend für die heute typischen Gerichte ist das 18. Jahrhundert. Als zuletzt 1771/72 eine große Hungersnot im Gebirge ausbrach, wurde vor allem auch von Seiten der Kirche in den sogenannten „Knollenpredigten“ der Kartoffelanbau propagiert. Die Kartoffelpflanze gedieh auch auf den kargen Böden und im rauen Klima des Gebirges und wurde zum bevorzugten Nahrungsmittel des Erzgebirges. Es entwickelten sich eine Vielzahl von Zubereitungsvarianten, die die heutige traditionelle Küche noch immer prägen.
Viele Gerichte sind auch einfach dadurch entstanden, dass die Bevölkerung von dem lebte, was ohne große finanzielle Mittel verfügbar war. Das waren insbesondere im ländlichen Raum Erzeugnisse aus dem Garten oder einer kleinen Landwirtschaft. Als Beispiel dient der „Kuhnicklbroden“ oder auch „Kuhhoas“, also der Festtagsbraten der kleinen Leute. Eine nicht unbedeutende Nahrungsquelle und damit Ausgangspunkt für viele Gerichte waren die Nahrungsmittel, die man im Wald sammeln konnte. Im „Schwammemarsch“, einem alten Volkslied in Mundart, wird dies mit der Zeile „War viel Schwamme ißt, dar spart das teire Brut“ (Wer viel Pilze isst, spart das teure Brot.) verdeutlicht. Ein typisches Gericht, das man vereinzelt auch in Landgasthöfen erhalten kann, ist „Griene Kließ un Schwammebrie“ also Grüne Klöße mit einem Ragout verschiedener Waldpilze mit hohem Flüssigkeitsanteil. Gleichfalls bekannt sind die Schwarzbeeren (Heidelbeeren, Blaubeeren), die oftmals in großer Menge aus dem Wald geholt und für den langen Winter haltbar gemacht wurden. Diese wurden z. B. im unten beschriebenen Gericht Heidelbeergetzen verwendet.

## Typische Gerichte

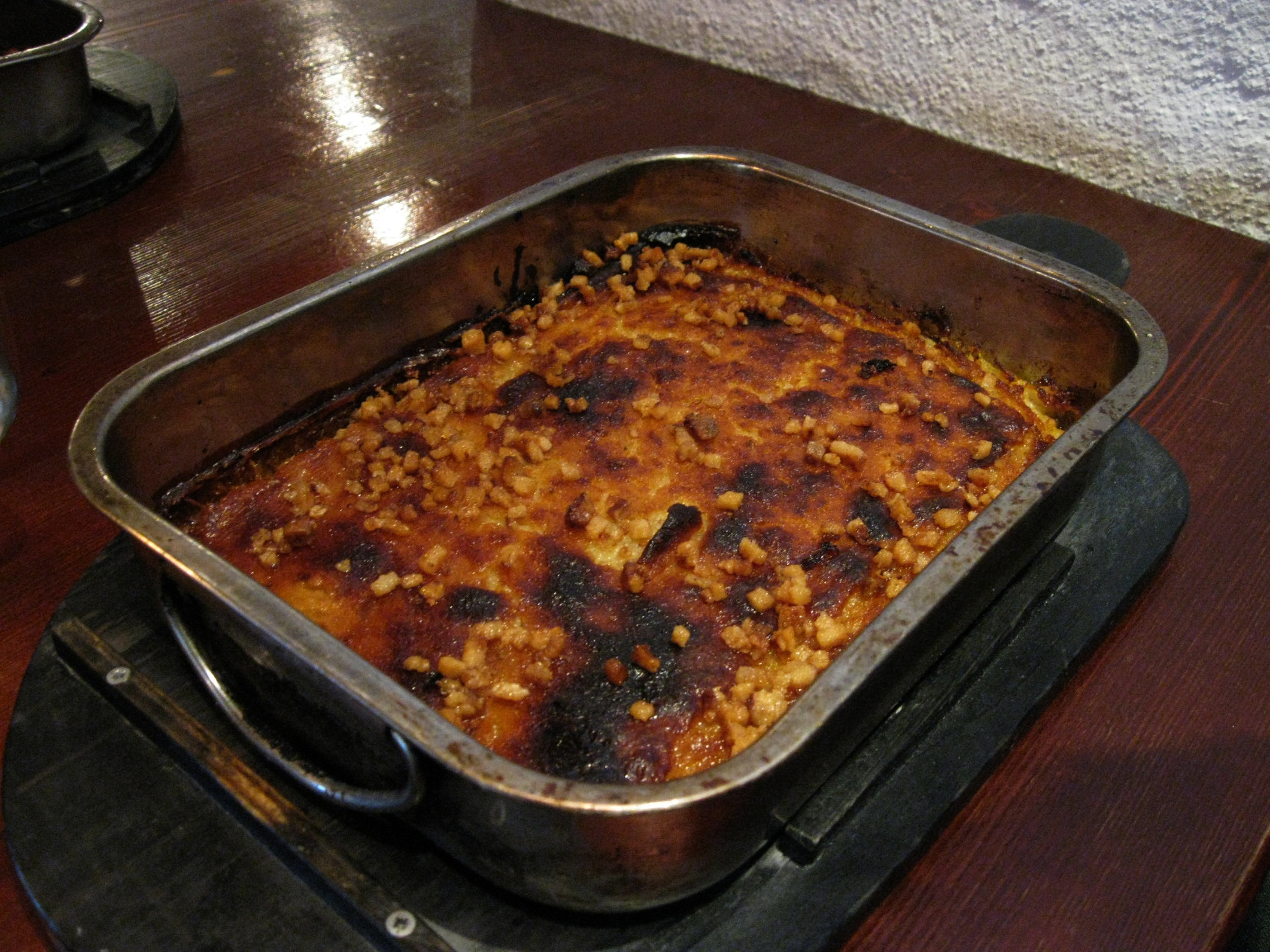
Buttermilchgetzen

Traditionell weit verbreitet sind verschiedene Formen von Kartoffelpuffern, die sowohl als süße oder deftige Hauptspeise als auch als Beilage zu Fleischgerichten gereicht werden. Hierzu zählen insbesondere:
- Fratzen
- Klitscher, in anderen Mundarten: Latschen
- Buttermilchgetzen
- Heidelbeergetzen

Typisch sind außerdem Reibekuchen aus Kartoffeln, am bekanntesten ist die sogenannte Rauchemaad. Aber nicht nur Speisen, die Kartoffeln als Grundlage haben, gehören im Erzgebirge zur Tradition, sondern auch viele Pilzgerichte. Wie oben schon beschrieben, musste man erfinderisch sein in Zeiten, in denen Nahrung knapp war. Hier lohnte sich die Nähe zum Wald. Gebratene oder gekochte Schwamme (Pilze), Schwamme-Schnitzel oder auch saure Schwamme gehören in der Pilzsaison zu den Hauptgerichten.
Zum Weihnachtsfest, das im Erzgebirge besonders aufwändig begangen wird, wird bis heute in vielen Haushalten das Neinerlaa zubereitet. Die einzelnen Zutaten variieren dabei von Region zu Region, manchmal auch von Dorf zu Dorf. In jedem Fall werden am Heiligabend neun Bestandteile serviert, zum Beispiel Hagebuttensuppe, Bratwurst, Sauerkraut und Linsen, von denen jeder eine spezielle Bedeutung für das kommende Jahr hat. So stehen etwa Klöße für Reichtum, Sellerie für Fruchtbarkeit.